# Letana ganesha
Letana ganesha är en insektsart som beskrevs av Sigfrid Ingrisch och Garai 2001. Letana ganesha ingår i släktet Letana och familjen vårtbitare. Inga underarter finns listade i Catalogue of Life.